# Haverfordwest County Association Football Club
Haverfordwest County A.F.C. é uma equipe galês de futebol fundada em 1899, com sede em Haverfordwest. Disputa a primeira divisão de País de Gales (Campeonato Galês de Futebol).
Seus jogos são mandados no Bridge Meadow Stadium, que possui capacidade para 2.000 espectadores.

## História
O Haverfordwest County A.F.C. foi fundado em 1899. Em 1901 foi renomeado para Haverfordwest Town,  em 1936 o nome Haverfordwest Athletic foi adotado e eles tiveram sua entrada no Campeonato Galês de Futebol.

## Referencias
1. ↑  «History». haverfordwestcountyafc.com (em inglês). Consultado em 6 de março de 2023